# Tettigonia viridissima
Grande sauterelle verte
Espèce
Statut de conservation UICN

 LC  : Préoccupation mineure
Tettigonia viridissima, la grande sauterelle verte, est une espèce d'insectes orthoptères ensifères de la famille des Tettigoniidae.

## Distribution
Cette espèce se rencontre de l'Europe à la Mongolie.
C'est la plus grande sauterelle que l'on puisse voir presque partout en France, où elle était autrefois très courante. Elle a fortement régressé ou disparu dans les zones d'agriculture intensive[réf. nécessaire], surtout dans la partie nord du pays et au-delà des frontières, mais est toujours bien présente dans les lieux incultes enherbés ou buissonnants, même le long des autoroutes. Les puissantes stridulations des mâles, émises dès juillet par temps assez chaud, sont caractéristiques.

## Description

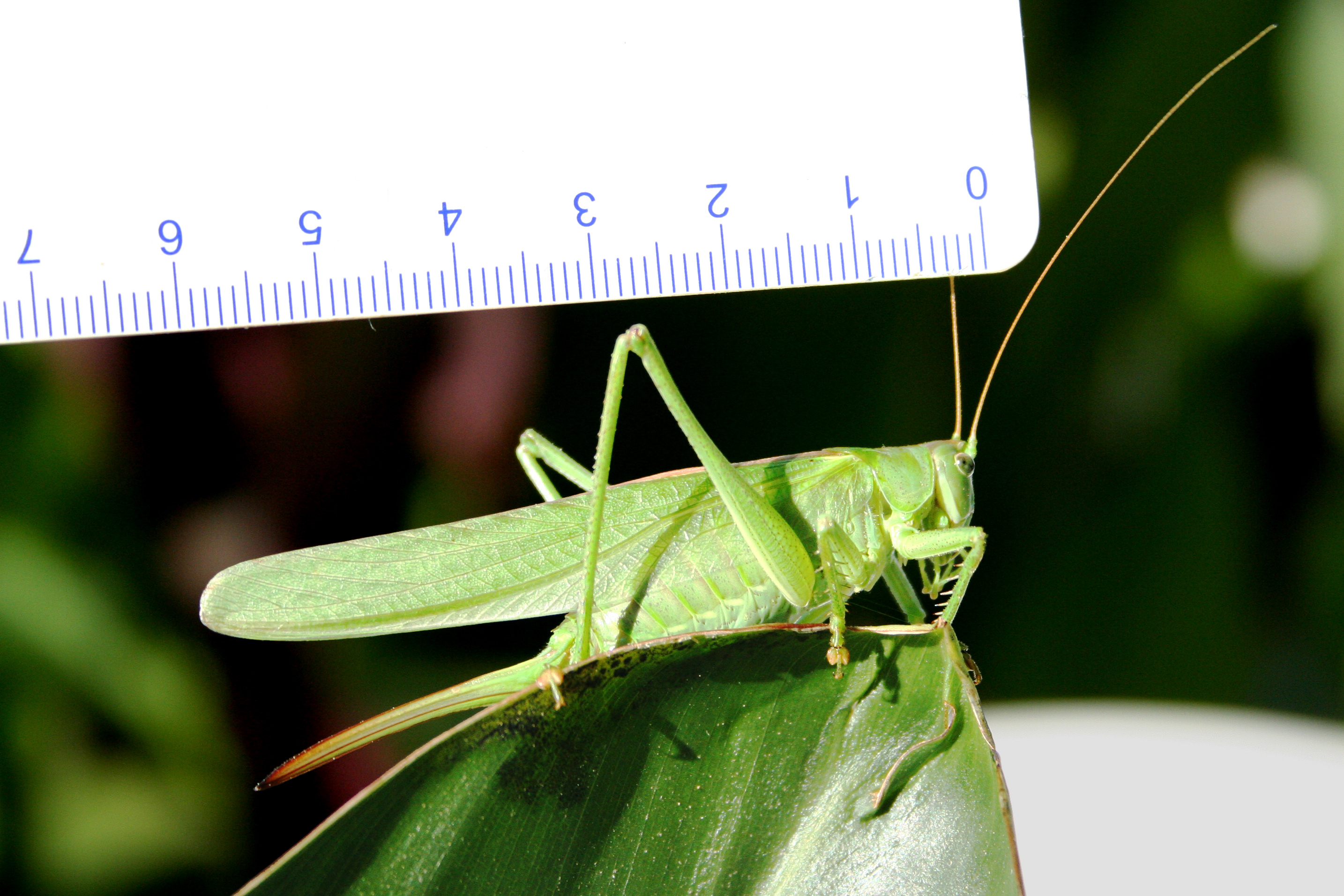
La femelle se reconnaît à l'ovipositeur
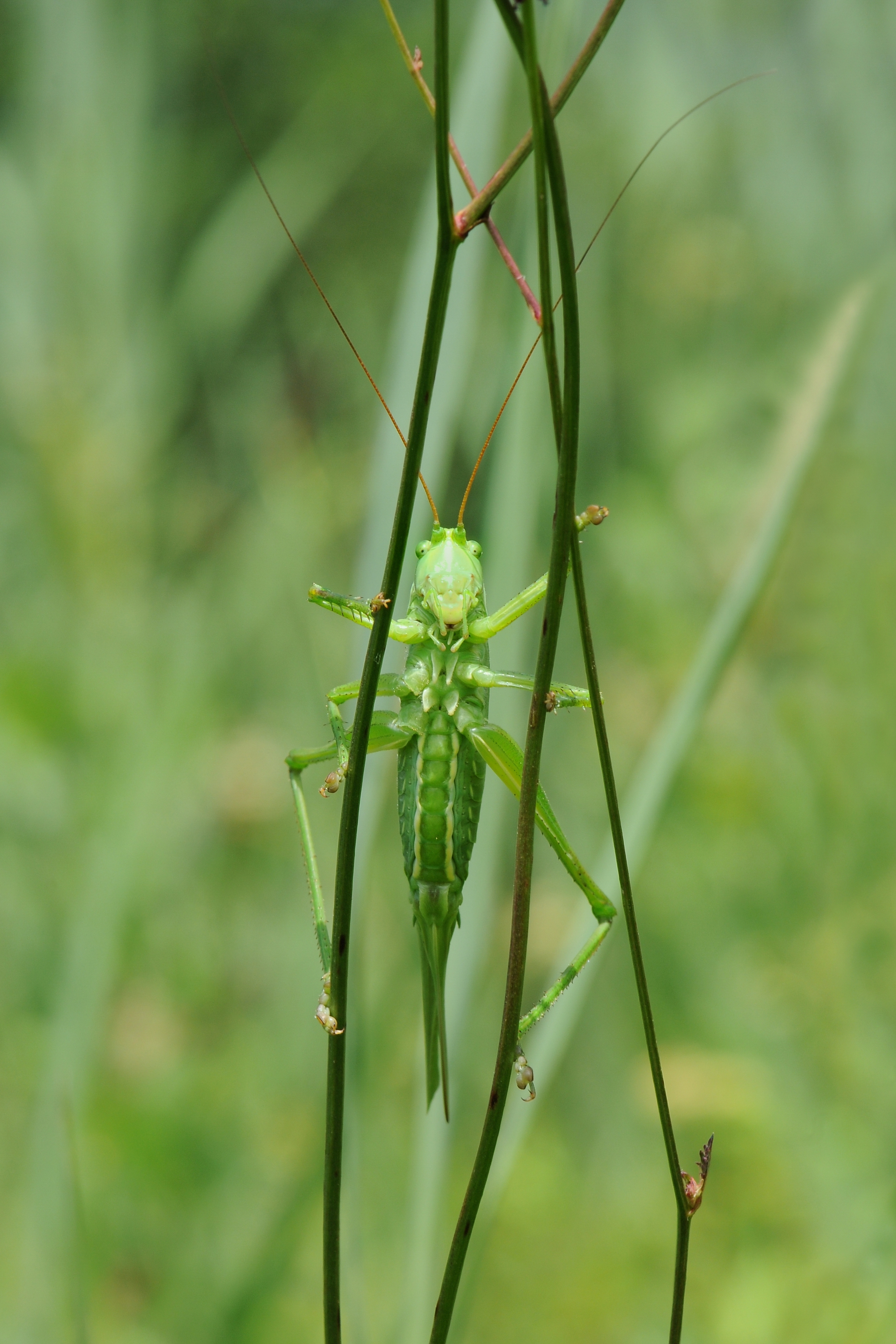
Femelle à l'escalade...
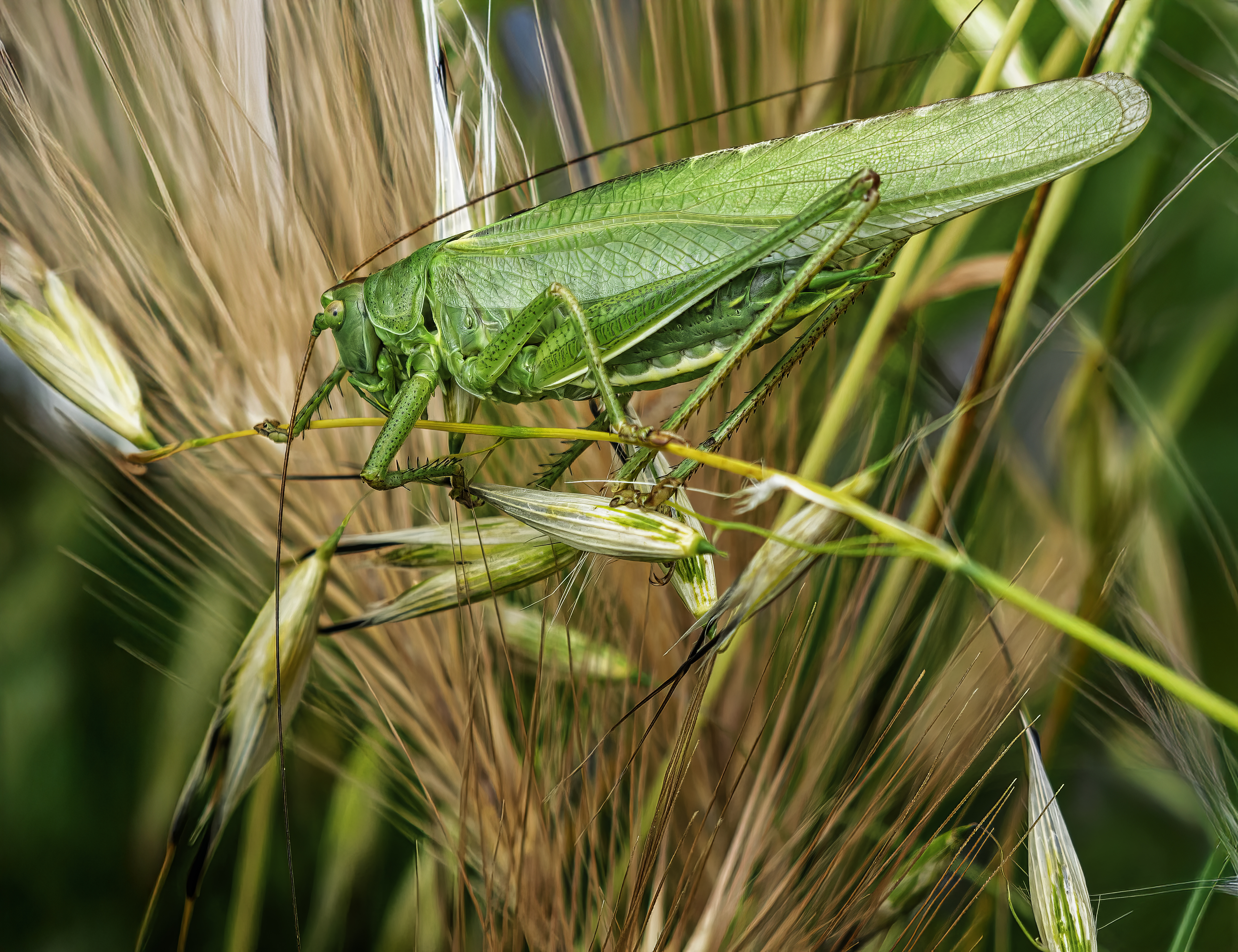
On reconnaît le mâle à l'absence d'ovipositeur
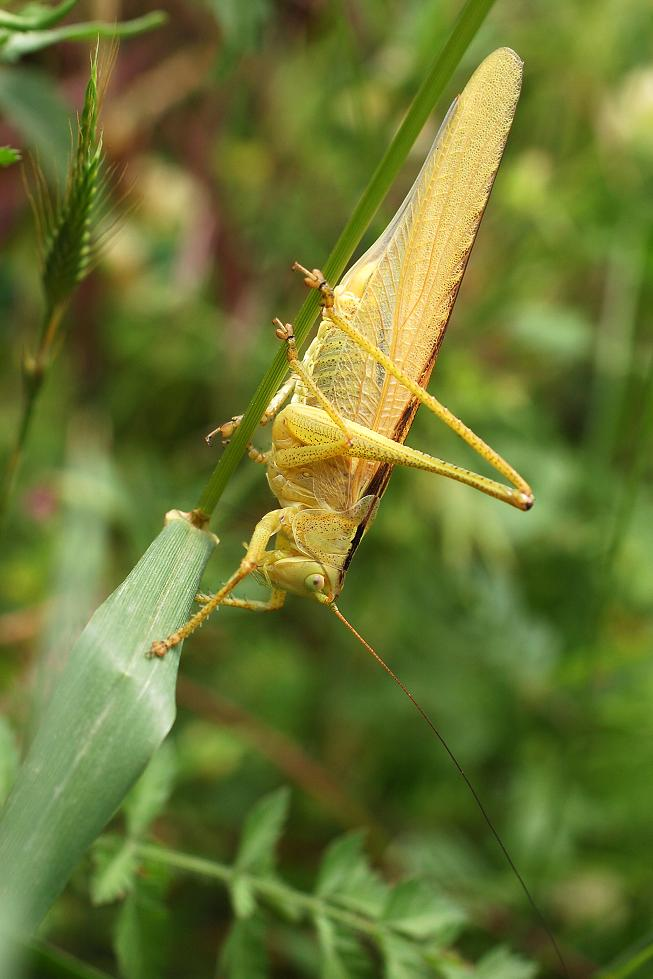
Il arrive que la sauterelle verte soit...jaune
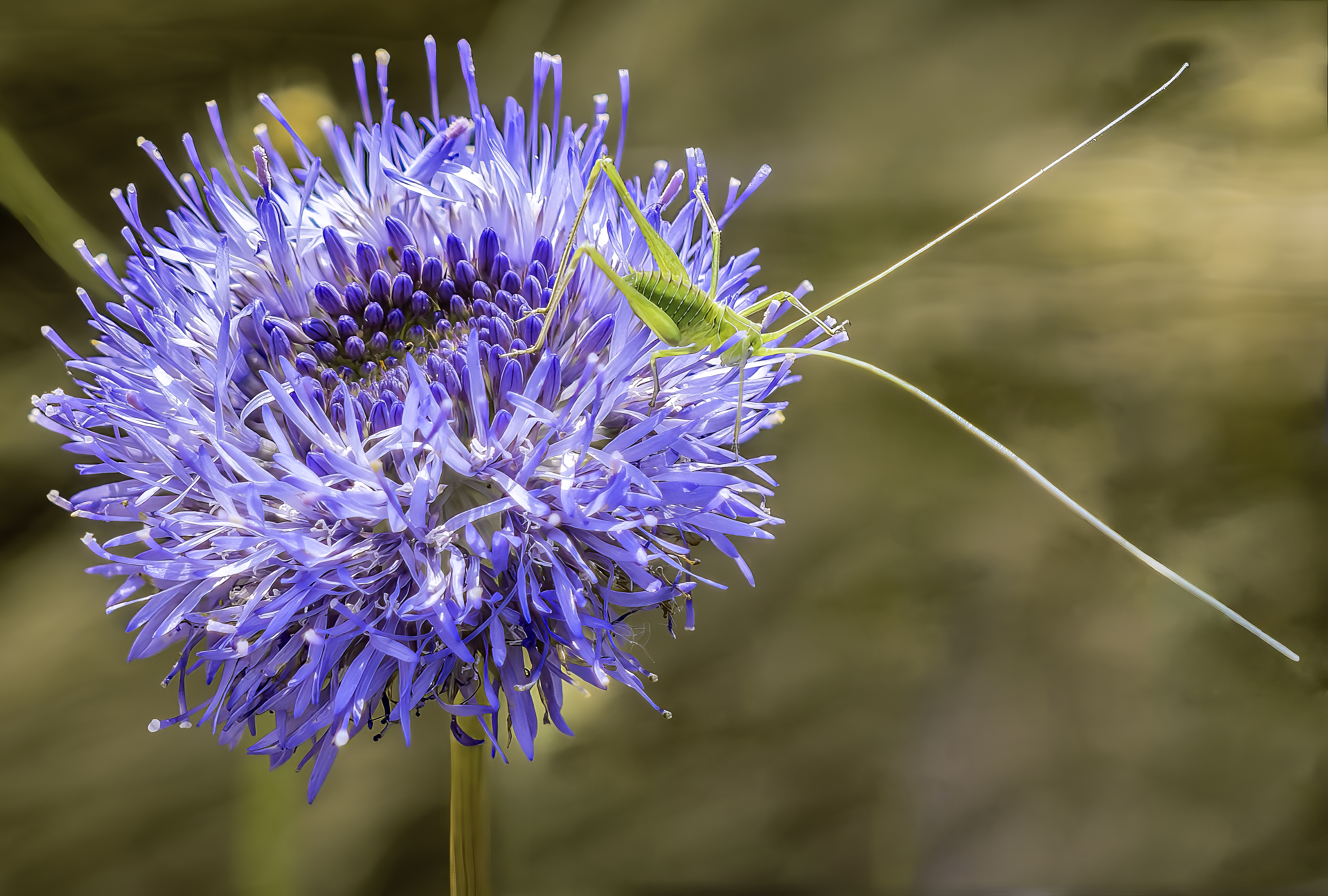
Nymphe sur Jasione montana
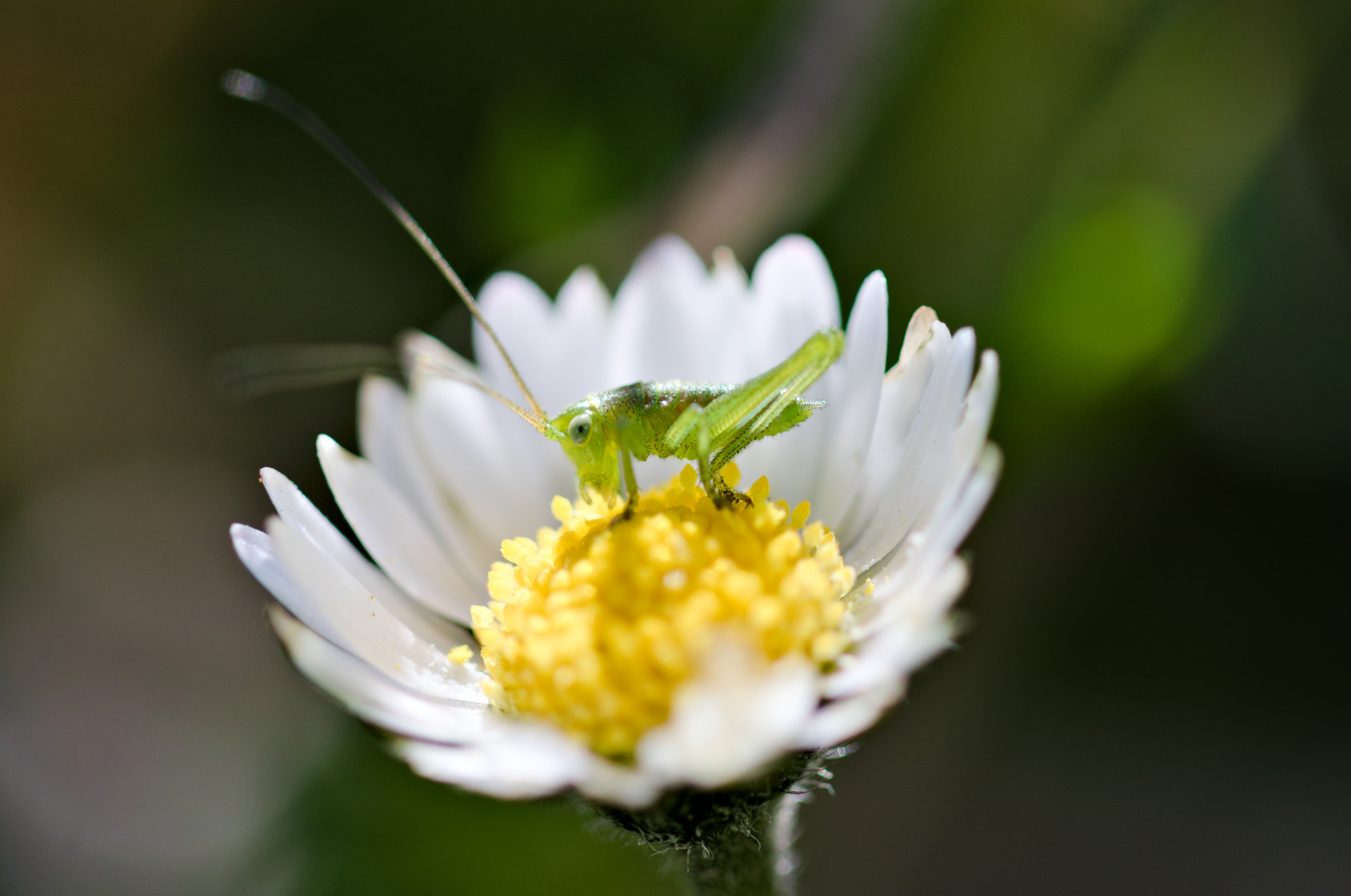
Larve de Tettigonia se nourrissant sur une Bellis perennis

Ces sauterelles se reconnaissent à leurs très longues et fines antennes qui peuvent parfois atteindre jusqu’à trois fois la longueur du corps, ce qui les différencie des criquets, qui sont toujours porteurs d'antennes courtes et articulées.
Les mâles mesurent de 2,8 cm à 3,6 cm de long, les femelles de 3,2 cm à 4,2 cm. Ailes comprises, leur taille atteint 6 cm pour une envergure de dix.
La morphologie des deux sexes est très comparable, mais la femelle est dotée d'une tarière, organe de ponte, également dénommé ovipositeur ou oviscapte qui peut mesurer de 2,3 cm à 3,2 cm, ce qui vaut à la femelle le surnom de « sauterelle à sabre » (attribué aussi à d'autres espèces dont la femelle est munie du même appendice) ; le « sabre » atteint l'extrémité des élytres et est légèrement courbé vers le bas.
L'insecte est le plus souvent entièrement vert (mais il existe des spécimens complètement jaunâtres, ou à jambes jaunes), à l'exclusion d'une bande couleur rouille sur le dessus du corps, et d'un liseré à l'identique le long de la frange supérieure des élytres.
Les larves sont également vertes ainsi que les adultes (stade imago) qui ont sur le dos une fine ligne longitudinale brune. L'ovipositeur peut être vu à partir du cinquième stade, les ailes apparaissent pour les deux sexes à partir de la sixième étape de la formation rudimentaire.
L'organe de stridulation du mâle situé à la base des élytres est généralement à motifs marron.

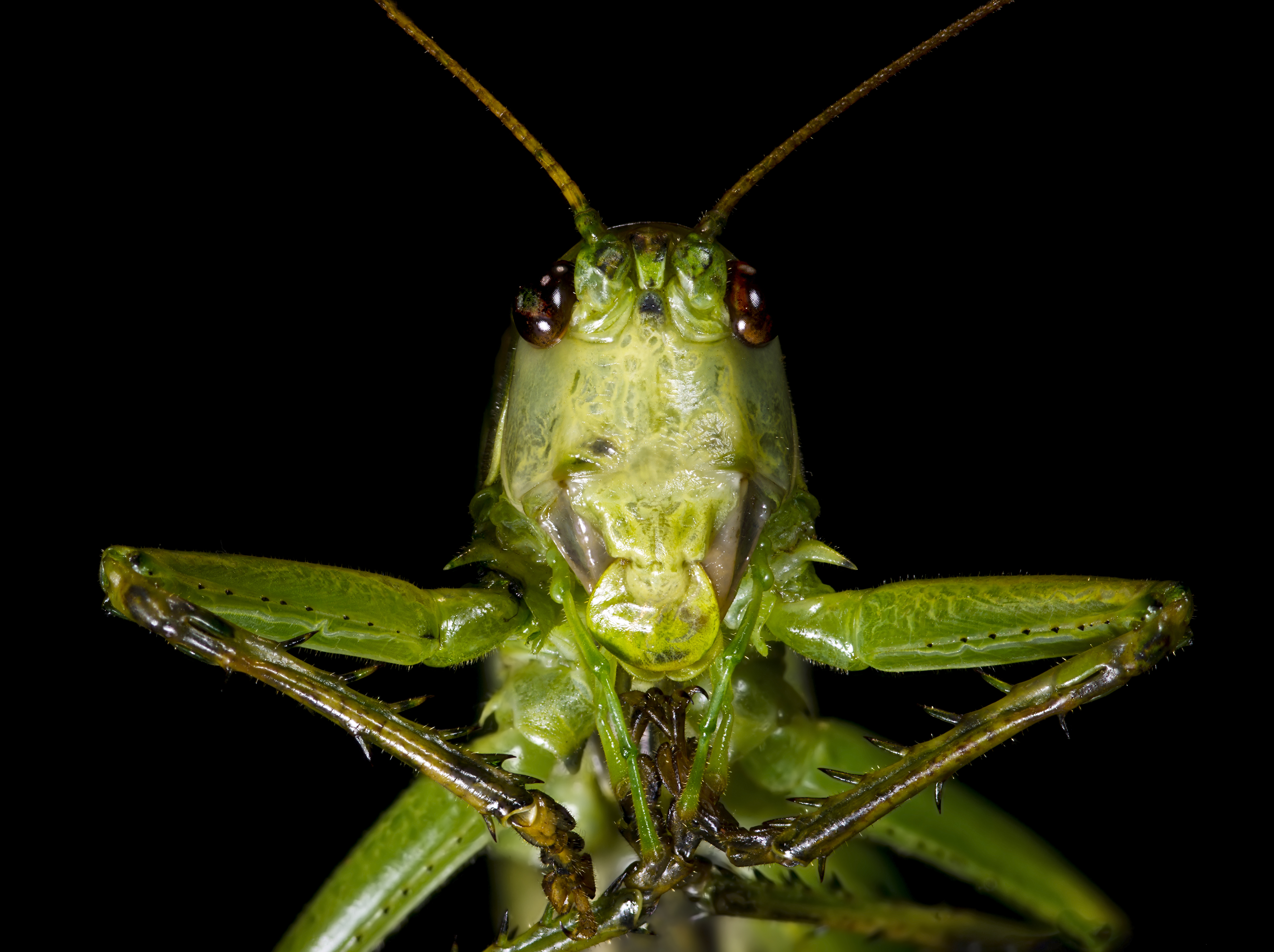
Vue de face
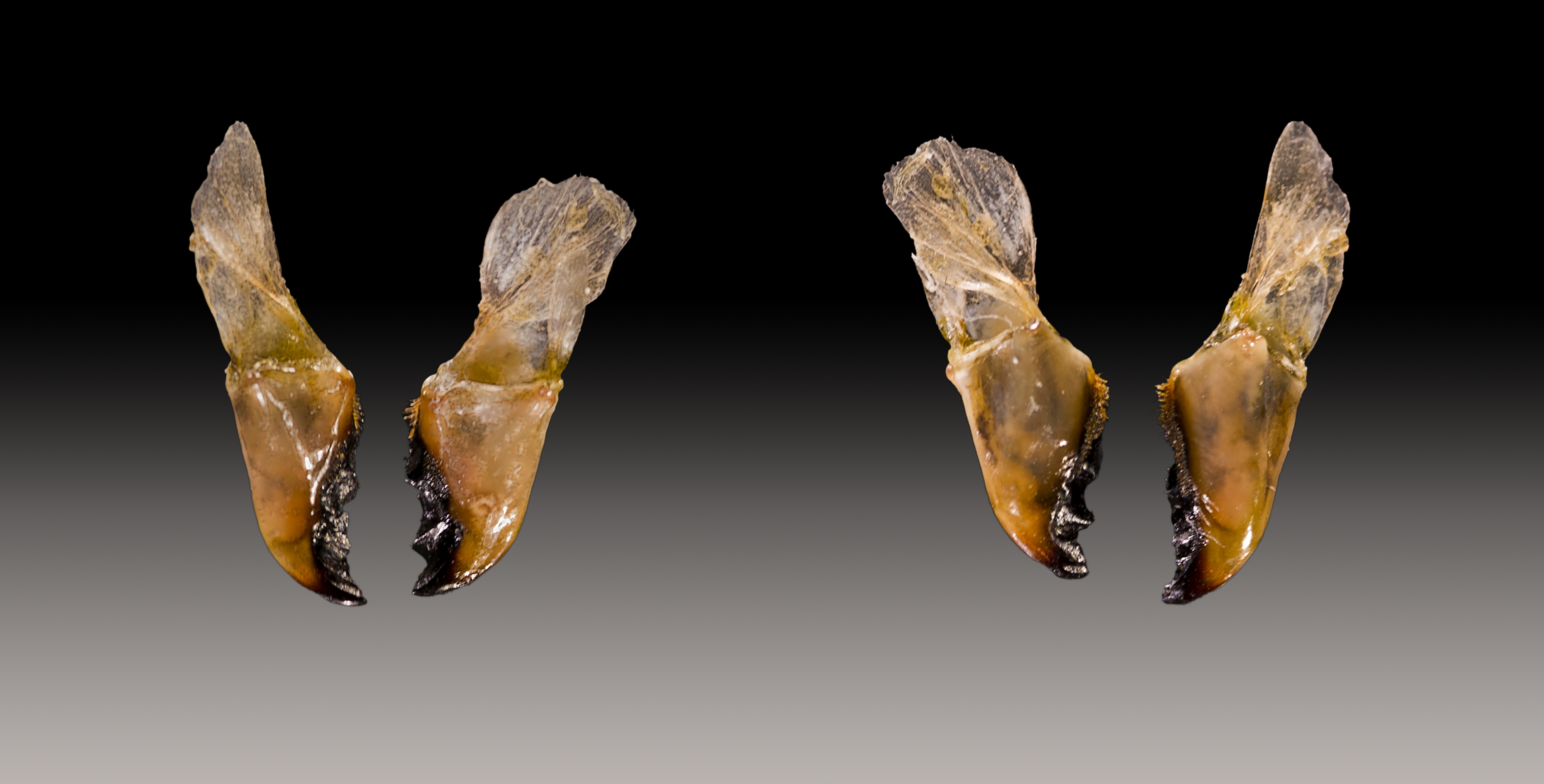
Mandibules
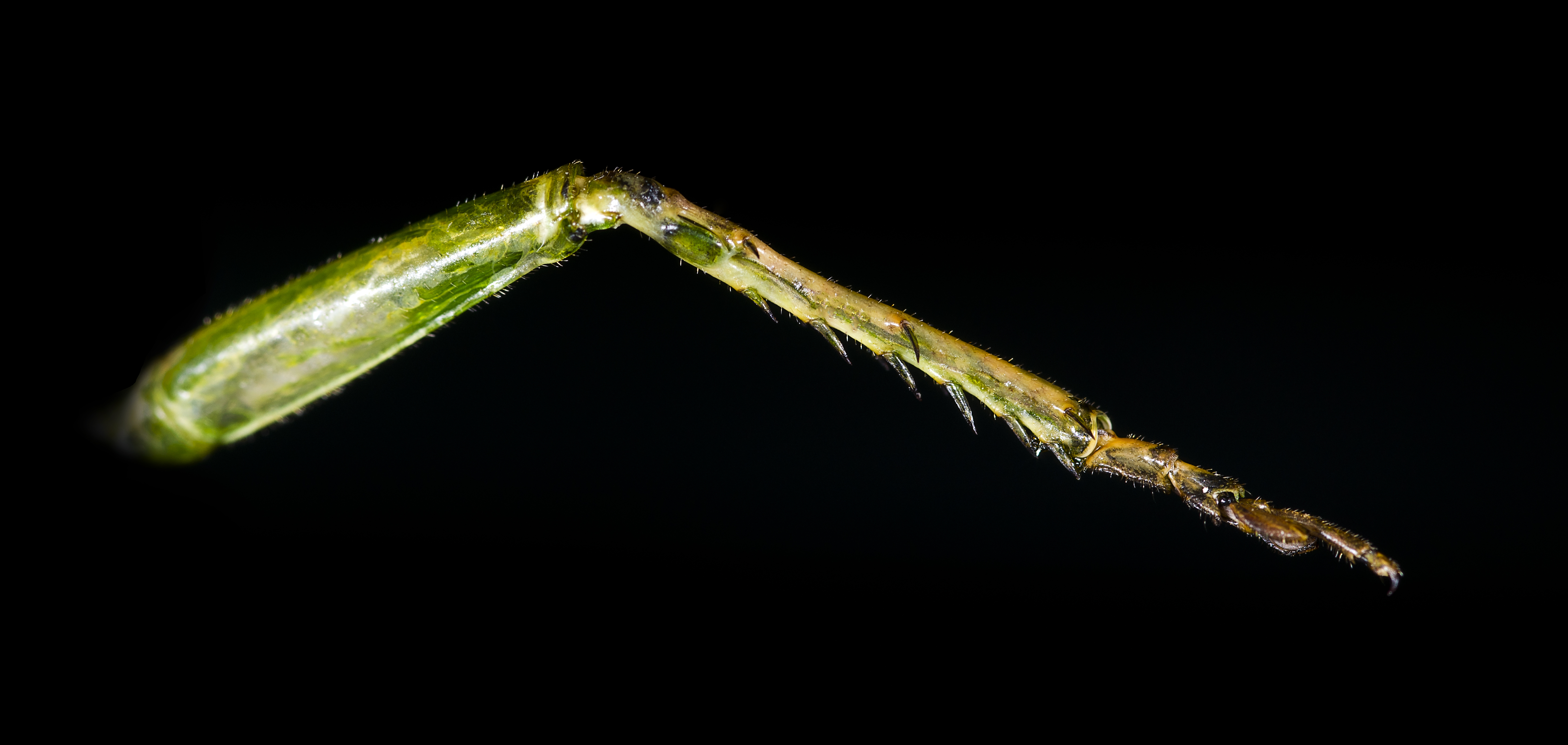
Bulle auditive sur le haut du tibia d'une patte antérieure

Confusion possible avec Tettigonia cantans, la sauterelle cymbalière, dont les ailes plus courtes et plus larges, ne recouvrent pas l'oviscapte, ainsi qu'avec Tettigonia caudata dont les fémurs postérieurs présentent des épines noires très visibles.
La grande sauterelle verte est carnassière et souvent arboricole. Son régime alimentaire est surtout composé d'insectes, de chenilles et larves variées, mais elle ne dédaigne pas les végétaux. Avant la généralisation des insecticides, elle était bien connue pour se gaver de larves de doryphores, d'où son indéniable utilité. Contrairement à de nombreux insectes, elle est quasiment active jour et nuit, et les interminables chants diurnes, crépusculaires et nocturnes des mâles en témoignent.
? Écouter striduler Tettigonia viridissima [Fiche]

## Comportement
La grande sauterelle peut mordre douloureusement mais elle n'est pas particulièrement agressive. Mieux vaut éviter de l'effrayer ou de la tenir dans le creux de la main, poing fermé, car c'est la morsure quasi assurée (du mâle en particulier).
La grande sauterelle est apte au vol, mais ses vrais essors sont d'ampleur limitée. Le plus souvent elle se déplace en marchant ou saute en voletant, ce qui lui permet d'aisément prospecter les buissons, arbustes et arbres, sites qu'elle affectionne et fréquente de manière assidue.

## Habitat
Strate herbacée des milieux ouverts de type prés, prairies, landes, broussailles, buissons, arbustes, arbres, etc. et parfois dans les jardins.

## État des populations, pressions, menaces

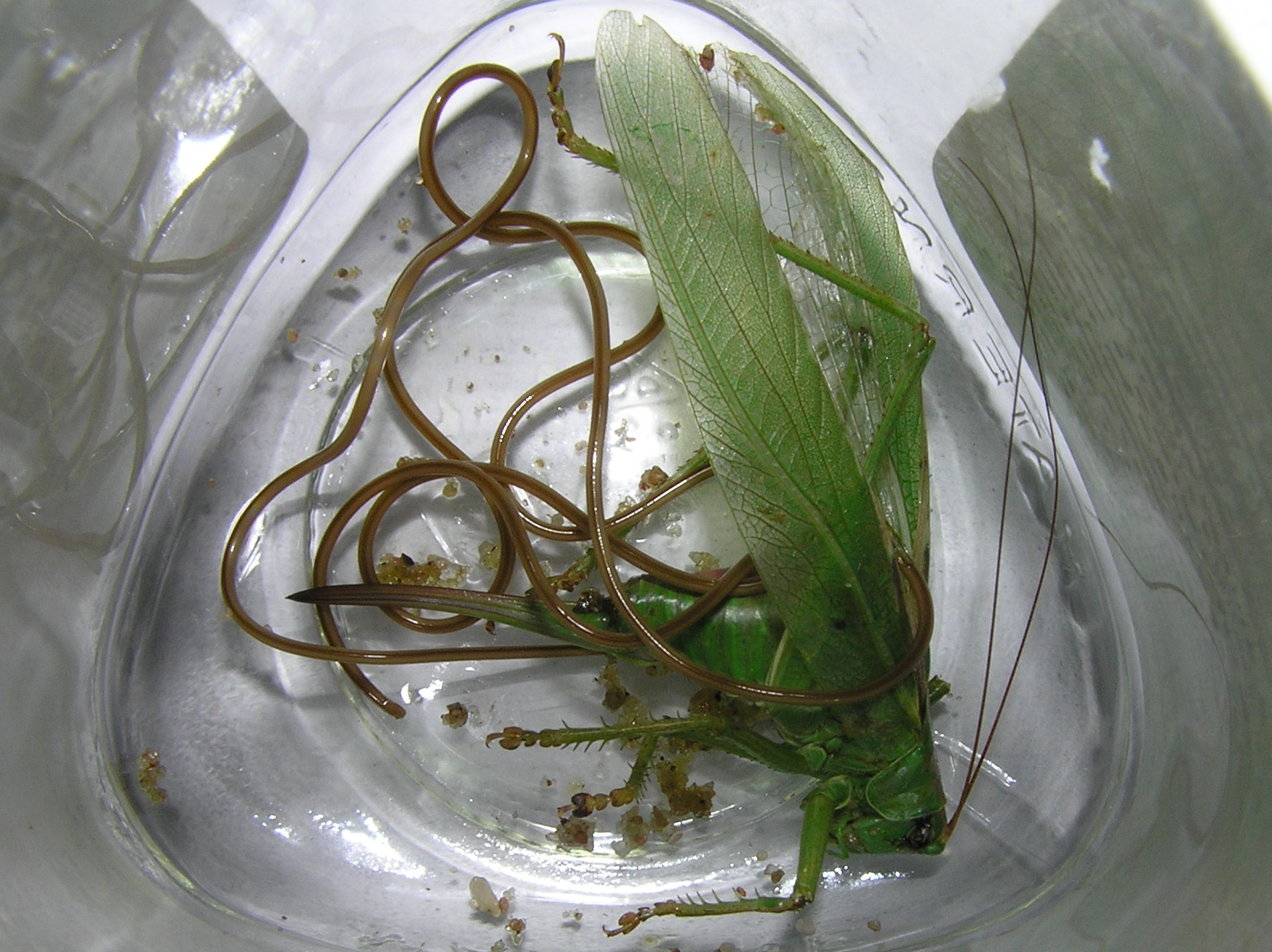
Mermis nigrescens, l'un des parasites de la grande sauterelle verte

Cette espèce, à l'état d'œuf, de larve ou d'adulte est probablement sensible et vulnérable aux pesticides insecticides présents dans l'eau, l'air ou les sols ou sur les végétaux des zones d'agriculture intensive.
La grande sauterelle verte, bien repérable grâce à sa taille, est naturellement régulée par ses prédateurs insectivores (oiseaux, mammifères, amphibiens), par des maladies ou par des parasites, dont Mermis nigrescens photographié ci-contre en Forêt de Białowieża (Pologne).
L'espèce peut être consommée par les entomophages.

## Systématique
L'espèce Tettigonia viridissima a été décrite  par le naturaliste suédois Carl von Linné en 1758, sous le nom initial de Locusta viridissima.

### Synonymie
- Locusta viridissima Linnaeus, 1758 (Protonyme)
- Phasgonura viridissima (Linnaeus, 1758
- Gryllus viridissimus Linnaeus, 1758
- Tettigonia viridis cantatrix De Geer, 1773
- Tettigonia caudata flava Nedelkov, 1907
- Tettigonia viridissima meridionalis Shugurov, 1912
- Tettigonia paoli Capra, 1936
- Tettigonia trinacriae Jannone, 1937
- Tettigonia longispina Ingrisch, 1983